# Reino Unido en los Juegos Olímpicos de Garmisch-Partenkirchen 1936
El Reino Unido estuvo representado en los Juegos Olímpicos de Garmisch-Partenkirchen 1936 por un total de 38 deportistas que compitieron en 6 deportes.  
El portador de la bandera en la ceremonia de apertura fue el deportista de bobsleigh Frederick McEvoy.

## Medallistas
El equipo olímpico británico obtuvo las siguientes medallas:
| Nombre                                                  | Deporte            | Competición  |
| ------------------------------------------------------- | ------------------ | ------------ |
| Oro                                                     |                    |              |
| Equipo                                                  | Hockey sobre hielo | Torneo M     |
| Plata                                                   |                    |              |
| Cecilia Colledge                                        | Patinaje artístico | Individual F |
| Bronce                                                  |                    |              |
| Frederick McEvoy James Cardno Guy Dugdale Charles Green | Bobsleigh          | Cuádruple M  |